# Giovanni Francesco Bini
Giovan Francesco Bini (Firenze, 1484 – Roma, 1556) è stato un letterato italiano.

## Biografia
Fu dapprima abbreviatore apostolico, collaboratore del Segretariato per i brevi Paolo Sadoleto. In seguito fu egli stesso Segretariato per i brevi ai principi e per le lettere latine sotto tre differenti papi: Giulio III, Marcello II e Paolo IV; negli ultimi anni fu canonico della Basilica di Santa Maria Maggiore.
Amico di Francesco Berni, ne chiosò le opere.